# Боа-Вішта (аеропорт, Кабо-Верде)
Міжнародний аеропорт Арістідеша Перейри (порт. Aeroporto Internacional Aristides Pereira) (IATA: BVC, ICAO: GVBA) — аеропорт у Кабо-Верде, розташований на острові Боа-Вішта, близько 5 км на південний схід від столиці острова Сал-Рей. Це третій за пасажирообігом аеропорт країни.

## Історія
Перетворення існуючого регіонального аеропорту Рабіл у міжнародний розпочалось у 2005 році, а завершилось у 2007 році. Злітно-посадкова смуга була подовжена з 1200 до 2100 метрів і розширена з 30 до 45 метрів. Проект коштував 21 мільйон євро. Аеропорт був офіційно відкритий 31 жовтня 2007 року. Спочатку аеропорт був названий аеропортом Рабіл, але 19 листопада 2011 року він був перейменований на честь першого президента Кабо-Верде Арістідешу Перейрі.

## Статистика
Див. джерело запитів Вікіданих та джерела.
| Рік  | Пасажири | Операції | Вантажі |
| ---- | -------- | -------- | ------- |
| 2012 | 425,701  | -        | -       |
| 2013 | 448,700  | 4,768    | 268     |
| 2016 | 465,049  | 4600     | 209     |
| 2017 | 512,778  | 5,008    | 132     |